# Formulació de la integral de camins

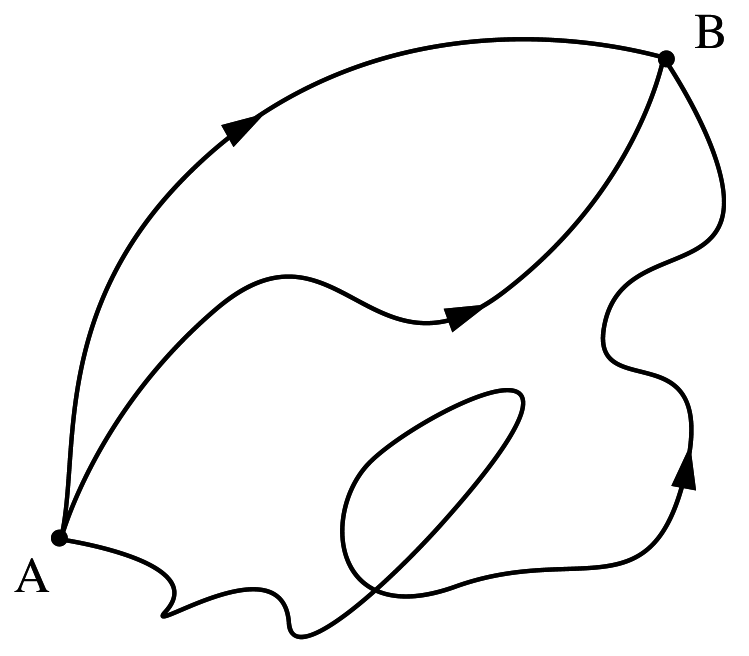
Qualsevol possible trajectòria entre i contribueix a la probabilitat que una partícula es propagui entre tots dos punts.

La formulació mitjançant integral de camins de la mecànica quàntica és un enfocament en el qual les relacions fonamentals d'aquesta teoria es deriven utilitzant la noció de suma sobre històries, publicada per Richard Feynman el 1948. Es tracta d'una formulació no relativística i equivalent a l'equació de Schrödinger i a la mecànica matricial de Heisenberg, i que permet abordar alguns problemes de forma més simple. L'observable bàsic d'aquest enfocament sobre la mecànica quàntica és la probabilitat que una partícula es propagui entre dos punts {\displaystyle a} i {\displaystyle b} en un temps donat {\displaystyle T}. Mitjançant la integral de camins, aquesta quantitat és calculada assignant una amplitud a cada trajectòria que uneix tots dos punts en aquest temps sense excepció, i sumant-los de manera coherent, de manera que les diferències de fase pràcticament cancel·len la contribució d'aquelles que són menys probables.

## Formulació històrica
La propagació d'una partícula entre els punts a i b es pot generalitzar en obtenir a i b com els resultats de dues mesures independents sobre els observables A i B en diferents instants del temps. Si es plantegen tres d'aquestes mesures, A, B i C, i es denota per Pij la probabilitat que, havent-se obtingut el resultat i en la mesura I, s'obtingui el resultat j en la mesura J, la llei clàssica que relaciona les probabilitats és:
{\displaystyle P_{ac}=\sum _{b}P_{ab}P_{bc}}
mentre que quànticament cal la transformació en
{\displaystyle \phi _{ac}=\sum _{b}\phi _{ab}\phi _{bc}}
on la relació entre la probabilitat real P i el nombre complex {\displaystyle \phi } ve donada per {\displaystyle P_{ij}=|\phi _{ij}|^{2}}. Aquesta transformació és el resultat de la naturalesa ondulatòria de la matèria, i va ser considerada per Feynman com el fonament de la seva formulació de la mecànica quàntica.
Els dos postulats originals d'aquesta formulació són:
1. Si es duu a terme una mesura ideal per determinar si una partícula segueix un camí en una regió concreta de l'espaitemps, llavors la probabilitat que el resultat sigui afirmatiu és el quadrat absolut d'una suma de contribucions complexes, una per a cada camí en aquesta regió.
2. Els camins contribueixen igualment en magnitud, però la fase de la seva contribució és l'acció clàssica (en unitats de {\displaystyle \hbar }), és a dir, la integral de temps del Lagrangià pres al llarg d'aquest camí.

Feynman va relacionar la seva integral de camins amb el principi de Huygens - Fresnel. Es pot formular aquest principi com «Si es coneix l'amplitud d'una ona en una superfície donada, l'amplitud en un punt proper pot obtenir-se com la suma de les contribucions de tots els punts de la superfície, on cada contribució sofreix un desfasament proporcional al temps que li costaria a la llum arribar de la superfície al punt seguint el raig lluminós més curt en òptica geomètrica». Anàlogament, si es coneix l'amplitud d'una ona {\displaystyle \psi } en una «superfície» que consisteix en totes les x en un temps t, el seu valor en un punt proper en el temps {\displaystyle t+\epsilon } és la suma de totes les contribucions des de la superfície a temps t, on cada contribució sofreix un desfasament proporcional a l'acció que precisaria per moure's de la superfície al punt seguint el camí de mínima acció de la mecànica clàssica.